# Округ Декејтур (Џорџија)
Округ Декејтур (енгл. Decatur County) је округ у америчкој савезној држави Џорџија.

## Демографија
По попису из 2010. године број становника је 27.842, што је 398 (-1,4%) становника мање 2000. године.
| Група             | 2000.          | 2010.          |
| Белци             | 15.800 (55,9%) | 14.615 (52,5%) |
| Афроамериканци    | 11.270 (39,9%) | 11.438 (41,1%) |
| Азијати           | 92 (0,3%)      | 144 (0,5%)     |
| Хиспаноамериканци | 905 (3,2%)     | 1.404 (5,0%)   |
| Укупно            | 28.240         | 27.842         |